# Edmund Naughton
Pour les articles homonymes, voir Naughton.
Edmund Naughton, né le 26 mars 1926 à New York et mort le 9 septembre 2013, est un écrivain américain, auteur de western et de roman policier.

## Biographie
Journaliste, il perd son travail en raison des attaques des maccarthystes qui l'accusent d'homosexualité. Il quitte les États-Unis pendant seize ans et devient professeur d'anglais, notamment en France.
En 1959, il publie son premier roman La Belle Main (McCabe) adapté au cinéma par Robert Altman sous le titre John McCabe (McCabe & Mrs. Miller). Un joueur professionnel dirige une salle de jeux et un bar, sa maîtresse tenant un bordel, s'affronte à une société minière. Pour Claude Mesplède, « Loin des clichés, ce roman décrit les rapports sociaux, l'exploitation, le racisme et la misogynie ».
Dans Oh, collègue (The Partner), paru en 1971, il raconte la transformation de la personnalité d'un jeune garçon, Jimmie Neurath, qui après avoir quitté sa ferme se trouve entraîné dans une attaque de banque. À propos du style d'écriture du roman, Claude Mesplède et Jean-Jacques Schleret estime que « Naughton va plus loin dans la recherche de l'efficacité par la concentration des moyens en une seule petite phrase, un seul mot parfois. La concision est l'instrument de chaque ligne, comme peut l’être, et avec la même importance, la ponctuation ou l’article. Une arme ! ».
Dans Le Grand Noir et le Petit Blanc (White Man, Black Man), Naughton change de décor quittant l'Ouest américain pour East Village à New York. Deux inspecteurs de police y tentent de coincer un vendeur de haschich en constituant une arnaque.

## Œuvre

### Romans
- McCabe, 1959 (autre titre McCabe and Mrs Miller) La Belle Main, Paris, Gallimard, coll. « Série noire » no 591, 1960 ; réédition sous le titre John McCabe, Paris, Gallimard, coll. « Carré noir » no 47, 1972
- The Partner, 1971 Oh ! collègue, Paris, Gallimard, coll. « Série noire » no 1436, 1971 ; rééditions, Paris, Gallimard, coll. « Carré noir » no 333, 1980 ; Paris, Gallimard, coll. « Folio policier » no 240, 2002
- A Case in Madrid, 1973
- The Maximum Game
- Wild Horses, 1982 Les Cow-boys dehors !, Paris, Gallimard, coll. « Série noire » no 1878, 1982
- White Man, Black Man, 1983 Le Grand Noir et le Petit Blanc, Paris, Gallimard, coll. « Série noire » no 1962, 1984

## Filmographie

### Adaptation
- 1971 : John McCabe, film américain réalisé par Robert Altman, adaptation du roman McCabe, avec Warren Beatty et Julie Christie

## Sources
- Claude Mesplède (dir.), Dictionnaire des littératures policières, vol. 2 : J - Z, Nantes, Joseph K, coll. « Temps noir », 2007, 1086 p. (ISBN 978-2-910686-45-1, OCLC 315873361), p. 413-414.
- Claude Mesplède, Les années "Série noire" : bibliographie critique d'une collection policière, vol. 2 : 1959-1966, Amiens, Editions Encrage, coll. « Travaux » (no 17), 1993 (ISBN 978-2-906389-43-4).
- Claude Mesplède, Les années "Série noire" : bibliographie critique d'une collection policière, vol. 3 : 1966-1972, Amiens, Editions Encrage, coll. « Travaux / 22 », 1994 (ISBN 978-2-906389-53-3).
- Claude Mesplède, Les années "Série noire" bibliographie critique d'une collection policière, t. 4 : 1972-1982, Amiens, Encrage, coll. « Travaux » (no 25), 1995 (ISBN 978-2-906389-63-2).
- Claude Mesplède et Jean-Jacques Schleret, SN, voyage au bout de la Noire : inventaire de 732 auteurs et de leurs œuvres publiés en séries Noire et Blème : suivi d'une filmographie complète, Paris, Futuropolis, 1982, 476 p. (OCLC 11972030).